# 張一通
張一通（1531年—？），字汝達，號洙濱，直隸河間府寧津縣人，軍籍，明朝政治人物。

## 生平
嘉靖四十年（1561年）辛酉科順天鄉試第八十七名舉人，四十四年（1565年）中式乙丑科會試第三百九十四名，三甲第九十四名進士。工部观政，本年六月授章丘县知县，隆慶三年（1569年）四月復除阳信县，六年二月復除輝县，萬曆三年（1575年）三月升工部主事，七年九月升员外郎，八年闰四月升郎中，九年二月升南阳府知府，十二年六月升陕西苑马寺少卿，十四年正月致仕。

## 家族
曾祖張廉，知府；祖父張盛；父張存性，母路氏；繼母楊氏。